# Zálezly
Zálezly település Csehországban, a Prachaticei járásban. Zálezly Bušanovice, Bošice, Vlachovo Březí, Lčovice, Malenice, Radhostice és Předslavice településekkel határos. Lakosainak száma 349 fő (2024. január 1.).

## Népesség
A település lakosságának változását az alábbi diagram mutatja:
| Lakosok száma | 765  | 760  | 705  | 509  | 373  | 312  | 303  | 313  | 342  | 349  |
|               | 1869 | 1890 | 1921 | 1950 | 1980 | 2001 | 2017 | 2019 | 2022 | 2024 |

## Híres személyek
- Itt született az 1760-as években Hild János építész, várostervező